# Estadio Agustín Báez
El Estadio Agustín Báez, es un estadio de fútbol de Paraguay que se encuentra ubicado a escasos metros de la Ruta Transchaco en el distrito de Mariano Roque Alonso. En este escenario, que cuenta con capacidad para unas 800 personas, hace las veces de anfitrión el equipo de fútbol del Club Pilcomayo propietario del predio.
El 13 de noviembre de 2016 por primera vez fue televisado en vivo un partido desde este estadio, el encuentro correspondía a la tercera fecha del cuadrangular de la Primera División C (Cuarta División), el Club Pilcomayo recibió al club 24 de Setiembre VP.